# (7887) Bratfest
(7887) Bratfest (1993 SU2) – planetoida z grupy pasa głównego asteroid okrążająca Słońce w ciągu 4,14 lat w średniej odległości 2,58 j.a. Odkryta 18 września 1993 roku.